# Gamma de l'Hidra Femella
Gamma de l'Hidra Femella (γ Hydrae) és el segon estel més brillant de la constel·lació de l'Hidra Femella amb magnitud aparent +2,96, darrere d'Alphard (α Hydrae). Ocasionalment se l'anomena Cauda Hydrae o Dhanab al Shuja, el significat del qual és «la cua de l'hidra» o «la cua de la serp», per la seva situació dins de la constel·lació. Es troba a 132 anys llum de distància del sistema Solar.
Gamma Hydrae és una gegant groga de tipus espectral G8III (o G8IIIa) i 5.110 K de temperatura efectiva, el mateix tipus espectral que la component menys calenta de Capella (α Aurigae). Més lluminosa que aquesta —la seva lluminositat és 105 vegades major que la del Sol—, té un radi és 13 vegades més gran que el radi solar. Presenta un contingut metàl·lic gairebé igual al del Sol, sent el seu índex de metal·licitat [Fe/H] = +0,03. Posseeix una massa entre 2,7 i 2,9 masses solars,la seva edat s'estima en 370 milions d'anys.
A diferència d'altres gegantes clàssiques que fusionen heli, Gamma Hydrae ha finalitzat només recentment la fusió d'hidrogen. Actualment amb un nucli inert d'heli, està en un estat de transició cap a un estel més gran i lluminós, conforme el nucli d'heli es contreu. Quan comenci la fusió de l'heli en carboni i oxigen, Gamma Hydrae serà sis vegades més brillant que en l'actualitat i gairebé cinc vegades més gran. Posteriorment la seva grandària disminuirà a proporcions més normals com les de Pòl·lux (β Geminorum) i Aldebaran (α Tauri). Gamma Hydrae està catalogada com un possible estel variable, havent rebut el nom provisional de variable NSV 6180.